# Sandra Friedli
Pour les articles homonymes, voir Friedli.
Sandra Friedli, née le 25 octobre 1974, est une kayakiste suisse pratiquant le slalom.

## Carrière
Sandra Friedli, qui commence la pratique du canoë-kayak à l'âge de 12 ans, participe à deux éditions des Jeux olympiques. Elle termine treizième de l'épreuve de K1 aux Jeux olympiques d'été de 1996 à Atlanta et neuvième de la même épreuve aux Jeux olympiques d'été de 2000 à Sydney.
Elle est médaillée de bronze en K1 aux Championnats d'Europe 1998 à Roudnice nad Labem et aux Championnats du monde 1999 à La Seu d'Urgell.